# Frederick Taylor (historien)
Pour les articles homonymes, voir Frederick Taylor.
Frederick Taylor (né le 28 décembre 1947 à Aylesbury en Angleterre) est un historien britannique notamment connu pour son livre Dresden: Tuesday, February 13, 1945 sorti en 2004 et relatant la période du bombardement de Dresde.